# Max Weber (politico)
Max Weber (Zurigo, 2 agosto 1897 – Berna, 2 dicembre 1974) è stato un politico svizzero appartenente al Partito Socialista Svizzero, consigliere federale dal 1952 al 1954.

## Biografia
Figlio di un istitutore e di una maestra di economia domestica, ottenne il dottorato in economia nel 1919. Effettuò dei viaggi in Francia, Inghilterra e Stati Uniti.
Obiettore di coscienza, rifiutò di svolgere il servizio militare obbligatorio, ciò che gli valse una settimana di prigione e l'espulsione dall'esercito.
Nel 1922 lavorò come giornalista a San Gallo presso il giornale Volkstimme. Nel 1926 collaborò nel segretariato dell'Unione sindacale svizzera. Dove criticò la politica deflazionistica del governo elvetico. Nel 1940 presiedette la federazione degli operai del legno e dei carpentieri. Nel 1944 fu direttore dell'Unione svizzera delle cooperative.
Dal 1939 al 1951 fu membro del Consiglio nazionale per il Canton Zurigo. Il 13 dicembre 1951 venne eletto Consigliere federale; in questa veste diresse fino alle sue dimissioni il Dipartimento delle finanze.
Dopo le sue dimissioni il Partito socialista si ritirò dal governo restando all'opposizione fino al 1959 quando vi fu un accordo detto formula magica con i partiti borghesi e con l'entrata in governo di due socialisti.
Max Weber tornò sugli scranni del Consiglio nazionale dal 1955 al 1971.